# Waarder
Waarder est un village de la commune néerlandaise de Reeuwijk, dans la province de la Hollande-Méridionale. Le 1er janvier 2008, le village comptait 1 647 habitants.

## Histoire
Waarder a été une commune indépendante jusqu'au 1er février 1964, date de son rattachement à Driebruggen.